# رانار كريستينسون
رانار كريستينسون (Rúnar Kristinsson) لاعب ومدرب كرة قدم أيسلندي.

## الروابط الخارجية
- رانار كريستينسون على موقع الاتحاد الأوربي (الإنجليزية)
- رانار كريستينسون على موقع قاعدة بيانات كرة القدم.إي يو (الإنجليزية)
- رانار كريستينسون على موقع ناشيونال فوتبول تيمز (الإنجليزية)
- رانار كريستينسون على موقع عالم كرة القدم.نت (الإنجليزية)

- Bio at Lokeren [وصلة مكسورة] (بالهولندية)